# Justin E.H. Smith
Justin Erik Halldór Smith ook Justin E.H. Smith (Reno, 30 juli 1972), is een Amerikaans-Canadese professor in de geschiedenis en wetenschapsfilosofie en schrijver. 

## Biografie
Justin Smith is werkzaam aan de Universiteit van Parijs (Diderot). In 2016 en 2017 hield hij de Emile Francqui-leerstoel aan de ULB. De planetoïde 13585 Justinsmith is vernoemd naar hem.

## Publicaties (selectie)
Smith schrijft onder andere voor The New York Times, Harper's Magazine, n+1, Slate, en Art in America. Hij is tevens hoofdredacteur van Cabinet Magazine.
Sinds 2020 publiceert hij regelmatig  filosofische en kritische bedenkingen en essays in de nieuwsbrief Justin E.H. Smiths Hinternet. Zijn essay It's all over was in 2019 het meest gelezen stuk in New York Magazine.
Daarnaast schrijf hij ook meerdere boeken waarvan hier een selectie. 
- Divine Machines, Leibniz and the Sciences of Life (2011), boek
- The Philosopher, A History in Six Types (2017), boek
- Embodiment, A History (2017), boek
- Nature, Human Nature, and Human Difference, Race in Early Modern Philosophy (2017), boek
- Irrationality, A History of the Dark Side of Reason (2019)
- The Internet Is Not What You Think It Is, A History, a Philosophy, a Warning (2022), boek